# Hippeastrum viridiflorum
Hippeastrum viridiflorum är en amaryllisväxtart som beskrevs av Henry Hurd Rusby. Hippeastrum viridiflorum ingår i släktet amaryllisar, och familjen amaryllisväxter.
Artens utbredningsområde är Bolivia. Inga underarter finns listade i Catalogue of Life.